# Vesna Parun
Vesna Parun (hr[v̞ê̞sna pâruːn]; n. 10 aprilie 1922, Zlarin⁠(d), cantonul Šibenik-Knin, Croația – d. 25 octombrie 2010, comuna Stubičke Toplice, Krapina-Zagorje, cantonul Krapina-Zagorje, Croația) a fost o poetă croată.

## Biografie
S-a născut în anul 1922 pe insula croată Zlarin. A urmat cursurile școlare generale la Zlarin, Šibenik și Split, apoi a studiat limbile romanice și filozofia la Facultatea de Științe Sociale și Umaniste a Universității din Zagreb. Vesna Parun a fost, începând din 1947, o artistă liberă și a scris poezii, eseuri, critică literară și literatură pentru copii. Ea a tradus opere literare din limbile slovenă, germană, franceză și bulgară. Prima ei carte de poezie Zore i vihori („Zori și vârtejuri”, 1947) „pune în contrast vibrația tinerească, iubirea și natura cu moartea și forțele distructive ale războiului”. Acest volum a avut parte de recenzii negative din partea criticilor realismului socialist, care l-au considerat „apolitic” și „decadent”, posibil pentru că nu se conforma tendințelor de ideologizare a poeziei de după cel de-al Doilea Război Mondial.
Începând cu volumul de poezii Crna maslina („Măslinul negru”, 1955), dragostea a devenit motivul principal al operei sale literare. Deși a continuat să scrie poezie lirică romantică, Vesna Parun a publicat începând din anii 1960 versuri satirice cu tematică politică și erotică. Ea a scris peste 20 de cărți doar pentru copii, cea mai proeminentă și interpretată pe scară largă fiind Mačak Džingiskan i Miki Trasi („Pisica Ginghis Han și Mickey Mouse”, 1968). De asemenea, a scris mai multe piese de teatru, printre care Marija i mornar („Marija și marinarul”, 1960). Vesna Parun este prima femeie din Croația care și-a câștigat existența ca scriitoare. De asemenea, ea a publicat, tipărit și ilustrat unele dintre propriile cărți.

## Volume (selecție)
Alte volume semnificative de scrieri ale Vesnei Parun sunt:
- Vidrama vjerna (1957)
- Patka Zlatka (1957)
- Ti i nikad (1959)
- Konjanik (1961)
- Otvorena vrata (1968)
- Ukleti dažd (1969)
- Stid me je umrijeti (1974)
- Igre pred oluju (1979)
- Šum krila, šum vode (1981)
- Salto mortale (1981)
- Pokraj rijeke Kupe kad se vrapci skupe (1989)
- Nedovršeni mozaik (1990)
- Ptica vremena (1996)
- Smijeh od smrti jači (1997)
- Mozak u torbi (2001)
- More jadransko (2001)
- Noć za pakost: moj život u 40 vreća (2001)
- Da sam brod (2002)
- Suze putuju (2002)

## Premii
- 1959 – Premiul Poetul Anului
- 1982 – Premiul Vladimir Nazor pentru întreaga carieră<ref name="CE".>
- 1995 – Poeta Oliveatus la Festivalul „Croatia rediviva: Ča, Kaj, Što – baštinski dani”
- 2002 – Carta „Visoka žuta žita” la Întâlnirile Poeților din Drenovci pentru întreaga sa operă literară și contribuția permanentă la literatura croată
- 2003 – Premiul Tin Ujević pentru volumul de sonete Suze putuju
- 2010 – Premiul European – Knjizevna opstina Vrsac (Premiul literar al primăriei orașului Vârșeț)